# Secret (yacht)
M/Y Secret är en superyacht tillverkad av Abeking & Rasmussen i Tyskland. Hon levererades 2013 till sin ägare Nancy Walton Laurie, amerikansk affärskvinna och filantrop. Superyachten designades exteriört av Sam Sorgiovanni och interiört av Jim Harris. Den är 82,48–82,5 meter lång och har en kapacitet på 12–14 passagerare fördelat på sju hytter. Secret har också en besättning på 23 besättningsmän.